# Esperanza (Cayo District)
Esperanza ist ein Vorort von Santa Elena im Cayo District von Belize. 2010 hatte der Ort 1.085 Einwohner.

## Geografie
Der Ort liegt am George Price Highway (Western Highway) östlich von San Ignacio/Santa Elena auf dem Weg nach Central Farm und Georgeville im Osten.
Der Red Creek mündet nordwestlich des Ortes in den Belize River.

## Klima
Nach dem Köppen-Geiger-System zeichnet sich durch ein tropisches Klima mit der Kurzbezeichnung Af aus.